# Amphiesma andreae
Amphiesma andreae este o specie de șerpi din genul Amphiesma, familia Colubridae, descrisă de Arthur William Ziegler și Le Khac Quyet în anul 2006. Conform Catalogue of Life specia Amphiesma andreae nu are subspecii cunoscute.